# Светски куп у биатлону 2012/13 — 6. коло
Шесто коло Светског купа у биатлону 2012/13. одржано је од 17. до 20. фебруара 2013. године у Антхолцу, (Италија).

## Сатница такмичења
| Датум       | Време (UTC+1) | Дисциплина                  |
| ----------- | ------------- | --------------------------- |
| 17. фебруар | 14:30         | Спринт 7,5 км, жене         |
| 18. фебруар | 14:30         | Спринт 10 км, мушкарци      |
| 19. фебруар | 11:45         | Потера 10 км, жене          |
| 19. фебруар | 15:15         | Потера 12,5 км, мушкарци    |
| 20. фебруар | 10:30         | штафета 4 х 6 км, жене      |
| 20. фебруар | 14:15         | штафета 4 х 7,5 км мушкарци |

## Резултати такмичења

### Мушкарци
| Дисциплина:               | Злато:                                                                     | Време                                                     | Сребро:                                                                           | Време                                                     | Бронза:                                                                      | Време                                                     |
| Спринт 10 км детаљи       | Антон Шипулин · Русија                                                     | 22:45,8 (0+0)                                             | Емил Хегле Свендсен · Норвешка                                                    | 22:58,6 (1+0)                                             | Јаков Фак · Словенија                                                        | 23:06,2 (0+1)                                             |
| Потера 12,5 км детаљи     | Антон Шиполин · Русија                                                     | 31:24,2 (0+1+1+0)                                         | Јаков Фак · Словенија                                                             | 31:46.8 (0+0+1+0)                                         | Данил Мезотич · Аустрија                                                     | 31:50,0 (1+0+0+0)                                         |
| Штафета 4 x 7,5 км детаљи | Француска · Симон Фуркад · Жан Гијом Беатрис · Алексис Беф · Мартен Фуркад | 1:13:26,0 (0+0) (0+1) (0+0) (0+2) (0+0) (0+1) (0+2) (0+2) | Русија · Антон Шипулин · Јевгениј Устјугов · Јевгениј Гараничев · Дмитриј Малишко | 1:13:36,1 (0+2) (0+0) (0+0) (0+3) (0+0) (0+1) (0+0) (0+2) | Аустрија · Зимон Едер · Кристоф Зуман · Данил Мезотич · Доминик Ландертингер | 1:14:44,5 (0+0) (0+2) (0+1) (0+1) (0+0) (0+1) (0+0) (1+3) |

### Жене
| Дисциплина:             | Злато:                                                                          | Време                                               | Сребро:                                                                            | Време                                               | Бронза:                                                                | Време                                         |
| Спринт 7,5 км детаљи    | Анастасија Кузимина · Словачка                                                  | 20:28,6 (0+0)                                       | Кајса Мекерејнен · Финска                                                          | 20:45,3 (1+0)                                       | Дарја Дормачева · Белорусија                                           | 20:50,5 (1+0)                                 |
| Потера 10 км детаљи     | Тора Бергер · Норвешка                                                          | 31:21,8 (0+1+1+0)                                   | Олена Пидрушна · Украјина                                                          | 31:40,7 (0+0+0+1)                                   | Кајса Мекерејнен · Финска                                              | 31:47,2 (0+0+2+2)                             |
| Штафета 4 x 6 км детаљи | Немачка · Франциска Хилдебранд · Миријам Геснер · Надин Хорхлер · Андреа Хенкел | 1:13:02,1 (1+0) (3+0) (1+0) (0+0) (0+0) (3+0) (1+0) | Русија · Јекатерина Глазирина · Олга Зајцева · Јекатерина Шумилова · Олга Виљухина | 1:13:19,5 (1+0) (0+0) (1+0) (1+0) (1+0) (1+0) (3+0) | Француска · Ане Бескон · Софи Буале · Мари Лор Бруне · Мари Дорен Абер | 1:13:43,0 (0+0) (2+0) (0+0) (0+0) (0+0) (2+0) |